# Grauves
Grauves est une commune française, située dans le département de la Marne en région Grand Est.
Les habitants de Grauves sont des Grauviots.

## Géographie

### Localisation
Grauves se situe dans une large vallée de direction sud-est/nord-ouest, créée par le Darcy et entourée par les plateaux de l'est du Bassin parisien, à dix kilomètres au sud d'Épernay. Grauves se trouve dans la région viticole de la Champagne et est généralement rattachée à la côte des Blancs, bien qu'étant sur les coteaux opposés de la montagne d'Avize. La commune s'étend sur 784 ha selon l'EHESS et 729,57 ha selon le cadastre de 2000.
| |         |         |
| \| Mancy \| Cuis \| Cramant \| \| Mancy, Moslins \| Grauves \| Avize \| \| Moslins \| Gionges \| Oger \| |         |         |
| Mancy | Cuis    | Cramant |
| Mancy, Moslins                                                                                           | Grauves | Avize   |
| Moslins                                                                                                  | Gionges | Oger    |

### Relief
Si l'altitude moyenne dans le village est de 139 mètres, elle varie de 122 à 244 mètres sur l'ensemble du territoire communal. Ainsi, les plateaux encerclant la commune dépassent les 240 mètres et le hameau de Montgrimaux se situe à plus de 175 mètres d'altitude. Les coteaux ceinturant le village sont particulièrement pentus et sont appelés « falaise » quand le roc s'y fait à pic. Au pied de ces falaises ou dans d'anciennes carrières, on retrouve notamment des fossiles de coquillages marins. Les falaises grauviotes sont particulièrement fissurées provoquant parfois, comme en 1937 et 2001, des chutes de blocs de roche.
Au nord et à l'est de Grauves, le sommet du plateau calcaire qui surplombe le village est la montagne d'Avize. Elle sépare Grauves d'Avize à l'est, de Cramant au nord-est et de Cuis au nord. Une partie de cette montagne appartient à la commune, il s'agit du bois de Favresse. Si aujourd'hui les plateaux dominants le village sont recouverts de forêts, des prairies, séparées par des bois touffus, occupaient presque tous leurs sommets et ce jusqu'au milieu du XXe siècle. Au sud-ouest, c'est le bois de Grauves qui sépare la vallée du Darcy de celle de Moslins et Morangis tandis qu'au sud-est de la commune c'est le Rouge-Bois qui marque la frontière avec le bois d'Oger.

### Géologie et hydrographie
Le sous-sol communal se compose de craie et de roc calcaire grossier qui rendent le territoire grauviot humide et saturé d'une eau ruisselante, où l'on trouve plusieurs sources. Le plateau nord-est est constitué d'argiles rouges tandis que celui du sud-ouest est formé d'une terre argilo-siliceuse sparnacienne. La vallée est recouverte d'alluvions dont l'épaisseur varie, étant la plus profonde au pied de la montagne d'Avize en raison de glissements de terrain. En bas des plateaux, le sous-sol est fort sableux. Par ailleurs, dans cette région karstique, la roche est craquelée et creusée de caves souterraines s'effondrant parfois.
On ne compte qu'un étang de taille importante dans les limites administratives de la commune, celui de la Noue, entre Grauves et Fulaine-Saint-Quentin. Il s'étendait dans les années 1950 sur 5 ha, mais ne cesse de se réduire, approchant aujourd'hui 1 ha. Approvisionner par les eaux de pluie et du ruissellement, l'étang de la Noue est peu profond. Les autres mares, celles du Darcy, de Montgrimaux et du village, ne dépassent pas les 5 a.
La commune est traversée par le ruisseau du Darcy, d'une longueur de 8,5 km et qui prend sa source sur le territoire d'Oger dans le sol marécageux le bois des Bouleaux, au-dessus du lieu-dit de la Halle aux Vaches, à plus de 230 m d'altitude. En contrebas de Monthelon, le Darcy est rejoint par le ruisseau de Mancy, continuité du ruisseau d'Argensolle et mesurant au total 7,1 km de long. Il se jette finalement dans le Cubry, affluent de la Marne, à Pierry, après avoir arrosé le centre de Grauves ainsi que le hameau moussytier de La Loge Turbanne.

### Hydrographie
La commune est dans la région hydrographique « la Seine de sa source au confluent de l'Oise (exclu) » au sein du bassin Seine-Normandie. Elle est drainée par le Darcy,.

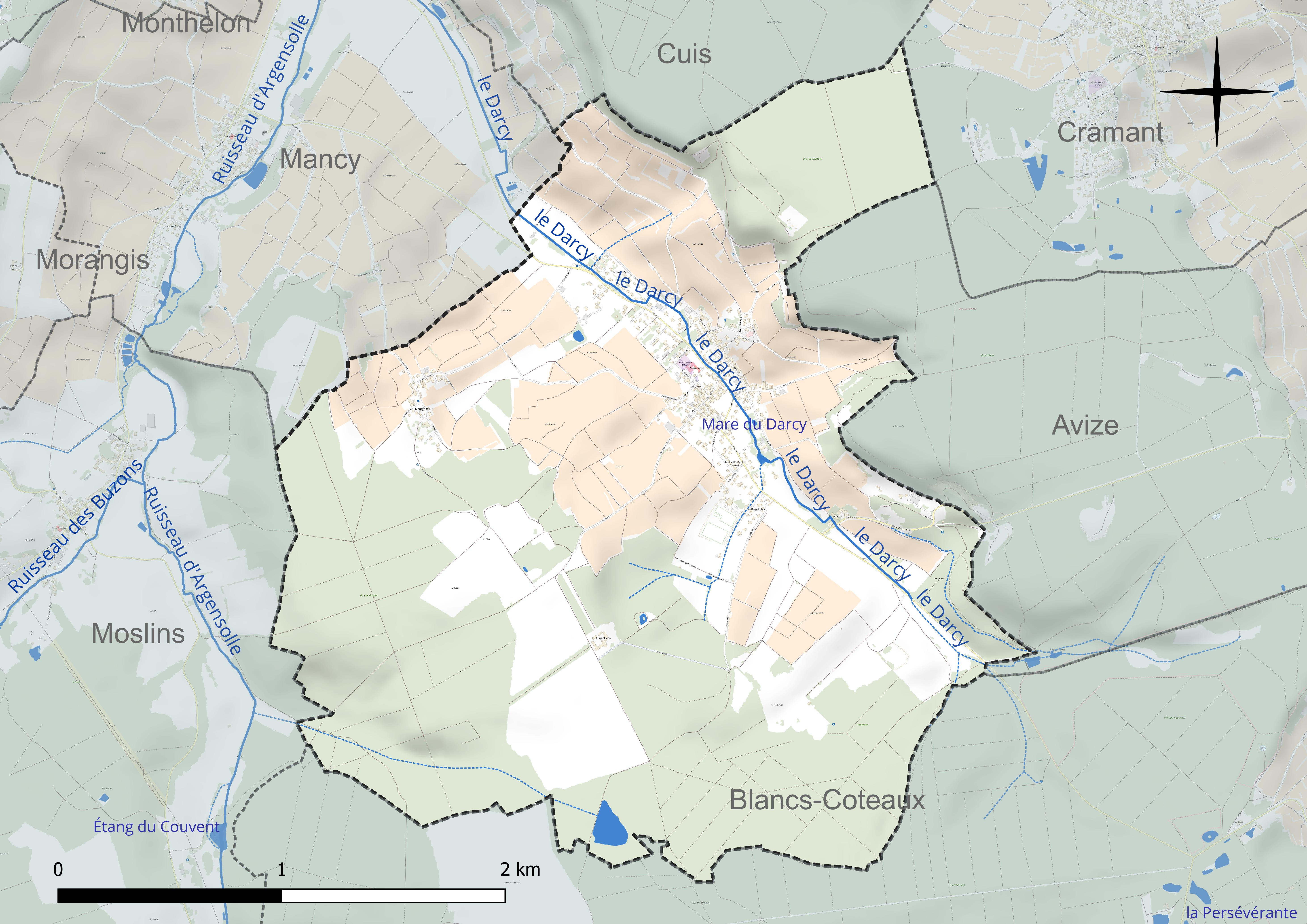
Réseau hydrographique de Grauves.

Deux plans d'eau complètent le réseau hydrographique : la mare du Darcy (0 ha) et l'étang de la Noue (2 ha),.

### Climat
Pour des articles plus généraux, voir Climat du Grand Est et Climat de la Marne.
En 2010, le climat de la commune est de type climat océanique dégradé des plaines du Centre et du Nord, selon une étude du Centre national de la recherche scientifique s'appuyant sur une série de données couvrant la période 1971-2000. En 2020, Météo-France publie une typologie des climats de la France métropolitaine dans laquelle la commune est exposée à un climat océanique altéré et est dans la région climatique  Nord-est du bassin Parisien, caractérisée par un ensoleillement médiocre, une pluviométrie moyenne régulièrement répartie au cours de l’année et un hiver froid (3 °C). 
Pour la période 1971-2000, la température annuelle moyenne est de 10,3 °C, avec une amplitude thermique annuelle de 15,9 °C. Le cumul annuel moyen de précipitations est de 813 mm, avec 12,6 jours de précipitations en janvier et 8,1 jours en juillet. Pour la période 1991-2020, la température moyenne annuelle observée sur la station météorologique de Météo-France la plus proche, « Chouilly », sur la commune de Chouilly à 7 km à vol d'oiseau, est de 11,4 °C et le cumul annuel moyen de précipitations est de 668,9 mm. 
La température maximale relevée sur cette station est de 40,3 °C, atteinte le 25 juillet 2019 ; la température minimale est de −12,3 °C, atteinte le 5 février 2012,,. 
Les paramètres climatiques de la commune ont été estimés pour le milieu du siècle (2041-2070) selon différents scénarios d'émission de gaz à effet de serre à partir des nouvelles projections climatiques de référence DRIAS-2020. Ils sont consultables sur un site dédié publié par Météo-France en novembre 2022.

## Urbanisme

### Typologie
Au 1er janvier 2024, Grauves est catégorisée bourg rural, selon la nouvelle grille communale de densité à sept niveaux définie par l'Insee en 2022.
Elle est située hors unité urbaine. Par ailleurs la commune fait partie de l'aire d'attraction d'Épernay, dont elle est une commune de la couronne,. Cette aire, qui regroupe 44 communes, est catégorisée dans les aires de 50 000 à moins de 200 000 habitants,.

### Occupation des sols
L'occupation des sols de la commune, telle qu'elle ressort de la base de données européenne d’occupation biophysique des sols Corine Land Cover (CLC), est marquée par l'importance des territoires agricoles (50 % en 2018), une proportion identique à celle de 1990 (50 %). La répartition détaillée en 2018 est la suivante : 
forêts (45,4 %), cultures permanentes (31,5 %), terres arables (16,2 %), zones urbanisées (4,6 %), zones agricoles hétérogènes (2,4 %). L'évolution de l’occupation des sols de la commune et de ses infrastructures peut être observée sur les différentes représentations cartographiques du territoire : la carte de Cassini (XVIIIe siècle), la carte d'état-major (1820-1866) et les cartes ou photos aériennes de l'IGN pour la période actuelle (1950 à aujourd'hui).

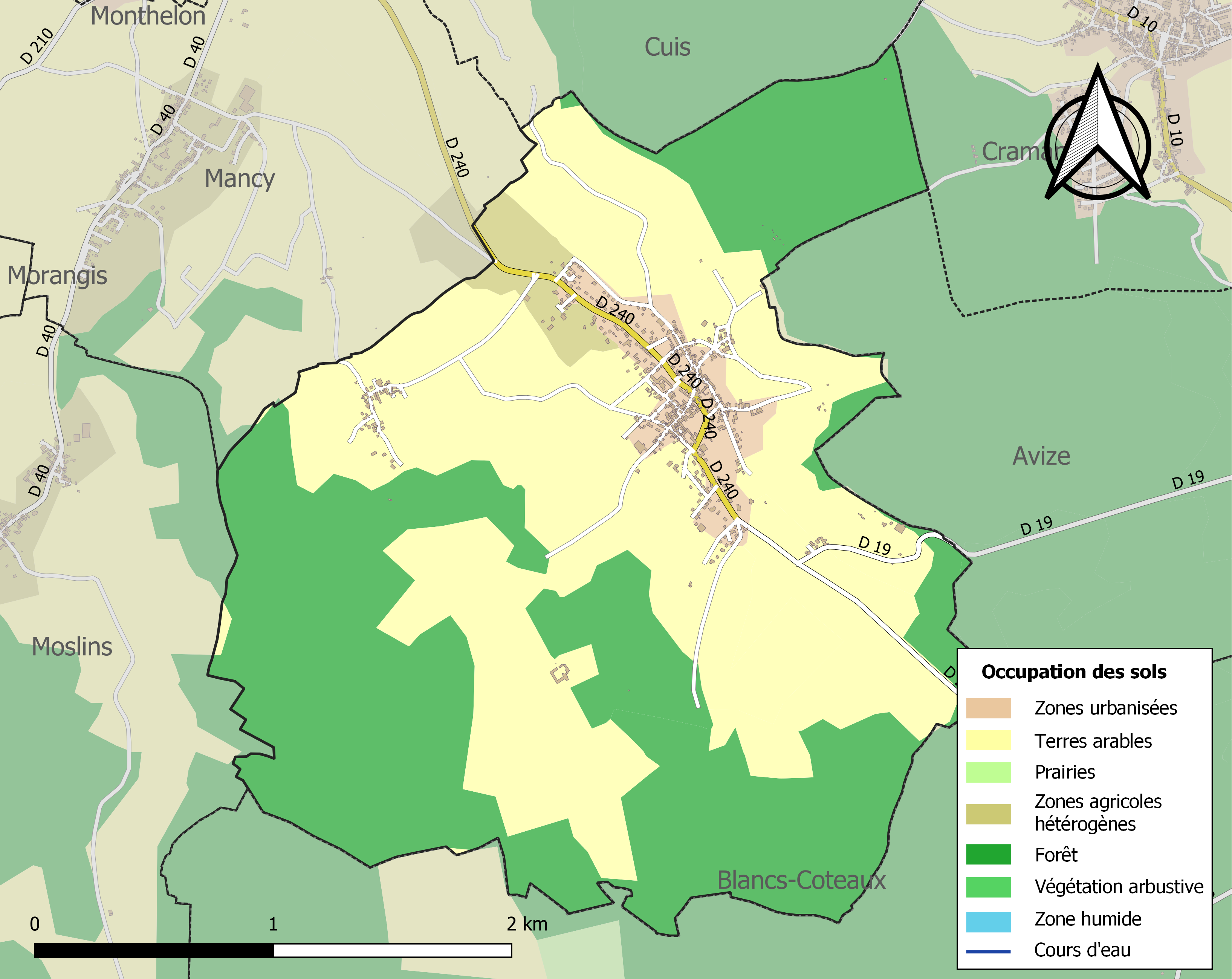
Carte des infrastructures et de l'occupation des sols de la commune en 2018 (CLC).

### Logement
En 2007, la commune comptait 283 logements soit 29 de plus qu'en 1999 et 119 de plus qu'en 1968. Parmi ceux-ci 93 % étaient des résidences principales ; le nombre de résidences secondaires restant stable depuis 1990 au nombre de sept. Grauves étant une petite bourgade rurale, on ne dénombrait que sept appartements contre 276 maisons, représentant quant à elles 97,5 % du nombre total de logements. Du fait du poids écrasant des maisons, 69,5 % des résidences principales comprenaient cinq pièces ou plus et 21,8 % en possédaient quatre. Ainsi, seul 8,8 % des logements étaient pourvus de trois pièces ou moins. Le nombre moyen de pièces par domicile était de 5,2 (5,3 pour les maisons contre 2,9 pour les appartements).
Depuis les années 1960-1970, Grauves connaît un nouveau développement, notamment grâce à l'arrivée de néoruraux, comme viennent en témoigner plusieurs chiffres. D'abord, si environ un quart des résidences principales dataient en 2007 d'avant 1949 et un autre quart des Trente glorieuses, la moitié du parc résidentiel avait ainsi moins de 32 ans en 2007, dont près de 20 % dataient d'après 1990. D'autre part, 35,5 % des ménages résidant dans le village y étaient arrivés depuis moins de 10 ans. Toujours en 2007, une grande majorité des résidences principales (84,7 %) étaient occupées par leurs propriétaires alors que 9,9 % étaient louées. Par ailleurs, seuls deux domiciles n'avaient ni douche, ni baignoire. Enfin, l'enquête de l'Insee de 2007 indiquait également que de plus en plus de Grauviots préféraient le chauffage individuel « tout électrique » puisque leur pourcentage était passé de 19,4 % en 1999 à 27,1 % en 2007.

### Voies de communications et transports
La principale route desservant la commune est la route départementale 240, en provenance d’Épernay et Monthelon et en direction de Gionges et Oger. Elle traverse le centre du village par les rues d’Épernay, des Buttes et de Vertus. La route départementale 19 vers Avize, par le bois d'Avize, débute depuis la D 240 au hameau du Darcy. La route pour Cuis prolonge les rues du Buat et des Hurlots vers le Nord. Deux routes vont de Grauves à Mancy : une partant de la D 240 à la limite entre les communes et l'autre passant par Montgrimault et Allancourt.
Membre de la communauté d'agglomération Épernay, Coteaux et Plaine de Champagne, Grauves bénéficie du service de transport à la demande (TAD) du réseau Mouvéo. La commune dispose de quatre arrêts (Rue de Vertus, Mairie, Grand Pré et Montgrimaux Le Lavoir) sur la ligne I entre Grauves et Épernay, qui propose en 2025 deux allers et deux retours par jour (du lundi au samedi hors jours fériés). Le ramassage scolaire est assuré par le SIVOM du canton d'Avize.
Grauves est relativement isolée dans sa vallée et la route est donc l'unique moyen pour y accéder. D'une part, le Darcy est clairement trop étroit et trop peu profond pour la navigation. L’aérodrome le plus proche est celui de Plivot, à 10 km de Grauves. La seule gare ferroviaire à proximité est celle d’Épernay, à environ 8 km.
L'automobile a donc une place importante dans les déplacements. Ainsi, en 2022, 94,2 % des ménages de la commune disposent d'au moins une voiture (dont 59,3 % comptent deux voitures ou plus) et 90,4 % des actifs se rendent sur leur lieu de travail en voiture ou en camion.

## Toponymie
En 1224, le village apparaît pour la première fois dans un document écrit, sur le cartulaire de Saint-Martin d’Épernay, sous le nom de Grava. En 1233, il est fait mention de Graves puis Grauva en 1252, d'après les Archives nationales. En 1300, on retrouve le nom de Grave puis Grauve en 1308. La première utilisation de l'orthographe actuelle apparaît en 1367 ; en 1515, l'abbaye voisine d'Argensolles fait état de Grauvez. Au cours du XVIe siècle, on trouve différentes orthographes : Grama en 1542, Grosves ou Grove en 1574 puis Graulve l'année suivante. La présence du s s'affirme au cours du siècle suivant avec Groves (1664) et Graulves (1673). En 1793, elle possède son nom actuel mais le s final disparaît sur des documents de 1801 jusqu'aux années 1930,. Le gentilé de Grauves est « grauviot » et « grauviotte ».
Le nom Grava proviendrait du latin et signifierait « petite pierre », « endroit caillouteux ». L'abbé Enart lui trouve cependant le sens de « un bois ». Pour d'autres, l'appellation du village proviendrait de grôma ou grûma qui qualifiait le centre du camp romain où était plantée la groma. Néanmoins, la première explication apparaît comme la plus vraisemblable.
Le Darcy est référencé sur les cartes dès 1407, par l'abbaye d'Argensolles, qui fait référence à un moulin et à une rivière (le « ru du Darcy ») descendant de la « Fontaine-de-Darcy ». On y trouvait en 1487 des écluses, et en 1522, le moulin de Darsy. À partir de 1648, on distingue deux moulins : le moulin de Hault et le moulin de Bas. Le lieu-dit Rouge-Maison est quant à lui mentionné dès 1341 par l'abbaye d'Argensolles en tant que « La Rouge-Maison ». Le hameau de Montgrimaux apparaît en 1374 écrit Mont-Graimaut (Abbaye d'Argensolles). Il prendra ensuite l'orthographe Montgrimault en 1430 puis Mont-Grimeau au XVIIIe siècle, sur la carte de Cassini. En 1574, « Le Buat » apparait dans les archives nationales comme étant une « cense ».

## Histoire

### Préhistoire et Antiquité
La présence de l'homme à Grauves remonte au moins au Paléolithique. Sa situation dans la montagne d'Avize a permis l'implantation des hommes. En effet, depuis ces hauteurs il était possible de surveiller les vallées et de se réfugier dans les forêts en cas de nécessité.
Au début du XXe siècle, plusieurs ateliers préhistoriques furent ainsi découverts sur le versant opposé au village. Ces ateliers ont fonctionné du Paléolithique jusqu'à l'époque gauloise. Le premier d'entre eux se situe à Rouge-Maison, où l'on a retrouvé des grattoirs, des lames et des haches polies campagniennes et robenhasiennes. L'atelier près des écarts de Montgrimaux et Alancourt (Mancy) date presque exclusivement du Néolithique et du Campignien ; on y a découvert des grattoirs, des lames, des percuteurs et des tranchets en grand nombre. Un troisième atelier existe au lieu-dit de Jubercy, qui même s'il se trouve aujourd’hui sur le territoire de Gionges faisait partie de Grauves lors de sa découverte en 1898. On y a recueilli plusieurs milliers de pièces dont 500 objets remarquables, certains sont chelléens et moustériens : des tranchets, de très nombreux grattoirs et scies ainsi que des haches et des pointes très variées,. On y a également retrouvé des javelots et des flèches. Le lieu, sur un promontoire entre deux vallées et de nombreuses sources était un lieu propice à l'implantation des hommes. D'autres silex furent trouvés dans les années 1960 aux lieux-dits les Ventes et les Garennes.
Des vestiges de bas fourneau furent trouvés par M. Jouron au début du XXe siècle, démontrant l'occupation de la vallée de Grauves au Premier âge du fer. Divers objets et notamment des poteries datant de La Tène furent découverts par la suite sur le territoire de la commune. Parmi ceux-ci se trouve le « vase de Grauves », qui est exposé au musée d'Épernay (actuellement fermé). Avant la conquête romaine, des Rèmes habitaient près des sources d'Arcy et des Grillots, où l'on a retrouvé des vestiges. Toujours aux Grillots, à l'est de la commune, une canalisation romaine ainsi qu'un bassin de source furent découverts, attestant d'une présence romaine, alors que le lieu se trouve à quelques centaines de mètres d'un ancien camp romain dit du « bois Doër »,. À la suite des invasions barbares, la Champagne se retrouve sous la domination des peuples germaniques.

### Moyen Âge
Au début du treizième siècle, le territoire de Grauves est divisé en de nombreux domaines, appartenant à divers vassaux des comtes de Champagne tels Gaucher de Bridaine, Jean de Vauchamps ou encore Jean de Thugny. Lors de la fondation de l'abbaye d'Argensolles en 1221, Blanche de Champagne lui attribue des terres et des vignes autour de Grauves et Montgrimaux. La comtesse de Champagne accorde en 1233 la charte dite « d'affouages de Cuis ». Celle-ci permet aux habitants de Cuis et Grauves d'exploiter les bois détenus par l'abbaye d'Argensolles. Dès lors et jusqu'en 1998, les deux villages puis communes vont se partager la gestion de la forêt d'Argensolles, bien qu'étant sur le territoire de Moslins. Cependant, en 1998, l'Office national des forêts crée une commission syndicale pour gérer légalement les bois, où siègent des représentants de Grauves et Cuis.
On trouve alors au lieu-dit de Favresse, sur le plateau, un château. Celui-ci est propriété des frères Bridaine en 1250, puis de Guyot de Champoulain en 1270 et ensuite de la famille Le Cerf qui agrandit l'édifice. Il est entouré d'une muraille, de quatre tours et d'un fossé avec pont-levis. Il est néanmoins peu à peu délaissé puis transformé en ferme. Au XIXe siècle, les tours et les murailles sont en ruines et le domaine est envahi par la forêt. Au siècle suivant, la ferme devient une maison forestière qui est détruite lors de la tempête de 1999.
Vers 1230, au décès de Simon de Vauchamps, Guyot de Cuys récupère son territoire grauviot en héritage. Dans les années 1230, l'abbaye Saint-Martin d'Épernay y possède des terres, tout comme Saint-Sauveur de Vertus qui y dispose d'une chapelle, d'un prieuré et perçoit les dîmes. L'abbaye d'Argensolles détient quant à elle des terres, des bois et le village d'Arcy, ainsi que le domaine de Rouge-Maison. 

En 1284, l'abbaye d'Argensolles avait droit de justice sur les bois communaux de Cuis et de Grauves.

En 1291, Grauves rejoint le domaine de Gaucher de Châtillon, avant de le quitter en 1303. Dans les années 1320-1330, Jehan de Grauves ou Jehan de Cuys possède une partie du village. Le Rouge-Bois appartient alors au seigneur de Cramant. L'abbesse Marguerite de Châteauvilain, d'Argensolles, règne sur le village de 1307 à 1351. Il rejoint le comté de Vertus dix ans plus tard.
Vers 1380, les Grauviots se cachent dans les forêts lors de l'arrivée des Anglais qui détruisent le village. Puis entre 1404 et 1500, Grauves est détenue successivement par le comté de Vertus et la c de Châtillon. Le village dépend de la coutume de Vitry depuis 1481 et ce jusqu'à la promulgation du Code civil en 1804. Le domaine du Vert-Bois est créé à Grauves en 1493 et dépend d'Épernay,.

## Politique et administration

### Tendances politiques et résultats
Grauves est une commune qui votre majoritairement à droite à l'exception de certaines élections locales où le poids généralement important de l'extrême-droite permet à la gauche de l'emporter.
À l'élection présidentielle de 2002, c'est le Jean-Marie Le Pen (FN) qui arrive en tête du premier avec 24,3 % des voix devant Jacques Chirac (RPR) et Lionel Jospin (PS) avec respectivement 18 % et 13,1 %. Au second tour, le candidat frontiste réalise un score supérieur de 10 points à la moyenne nationale avec 27,8 % face au président sortant qui obtient 72,2 % des suffrages. En 2007, les candidats de droite et d'extrême droite obtiennent, contrairement aux principaux candidats de gauche et du centre, des résultats de 5 à 7 % supérieurs à la moyenne nationale. Ainsi, Nicolas Sarkozy (UMP) domine largement le premier tour avec 37,4 % des voix, suivi par Jean-Marie Le Pen avec 17,5 %, Ségolène Royal (PS) à 14,9 % et François Bayrou (UDF) à 13,6 %. Le candidat de l'UMP l'emporte au second tour avec 65 % des bulletins exprimés, contre 53 % à l'échelle nationale.
Jusqu'en 2012, Grauves fait partie de la cinquième circonscription de la Marne pour l'élection de son député. En 2002, Charles de Courson (UDF) arrive clairement en tête avec 47,4 % des voix, suivi par Jean-Pierre Bouquet (PS) à 22,8 % qui ne distance lui-même que d'une voix le frontiste Pascal Erre. Au niveau de la circonscription, le député sortant est réélu avec 50,9 %. Cinq ans plus tard, Charles de Courson améliore son score avec 54,3 % des suffrages tandis que la socialiste Marie-Claude Yon perd cinq points et qu'aucun autre parti, ni même le FN, n’atteint les 10 % des voix.
Pour les élections européennes, pour lesquelles Grauves appartient à la circonscription Est, les résultats suivent plutôt la tendance nationale, victoire du Parti socialiste en 2004 et défaite de celui-ci en 2009, avec toutefois des résultats moins importants pour les grands partis de gouvernement et plus élevés pour les extrêmes. En effet, en 2004, le PS domine l'élection avec 25,1 % des suffrages distançant assez nettement le FN à 14,1 %, l'UMP à 13,1 % et l'UDF à 10,1 %. La situation se renverse donc en 2009 où la liste UMP obtient 26,8 %, loin devant le Front national et le Nouveau parti anticapitaliste, tous deux à 12,4 %, ainsi que le PS à 11,9 %.
Au second tour de l'élection cantonale pour le canton d'Avize en 2004, Jean-Paul Angers (PS) arrive en tête avec 42 % des votes grâce aux divisions de la droite alors que Pascal Desautels est élu au niveau du canton avec 41,8 %. En 2011, dans un deuxième tour opposant le conseiller général (Divers droite) et le FN, Pascal Desautels obtient 60,7 % des suffrages, soit cinq points de moins qu'à l'échelle cantonale.
Aux élections régionales, le premier tour de 2004 voit la liste UDF de Charles de Courson arriver en tête. Celle-ci fusionne dans une liste UMP-UDF, conduite par Jean-Claude Étienne, qui remporte au niveau de la commune 44,4 % contre 39,3 % à Jean-Paul Bachy (PS), élu au niveau régional, et 16,4 % au FN. En 2010, la triangulaire du second tour permet à Jean-Paul Bachy (devenu divers gauche) de l'emporter avec seulement 42,7 % des voix devant l'UMP Jean-Luc Warsmann (37,8 %) et le FN Bruno Subtil (19,5 %).

### Intercommunalité
La commune, antérieurement membre de la communauté de communes des Trois Coteaux, l'a quittée le 31 décembre 2013 pour rejoindre le 1er janvier 2014 la communauté de communes Épernay Pays de Champagne, conformément aux prévisions du schéma départemental de coopération intercommunale (SDCI) de la Marne du 15 décembre 2011,.

### Liste des maires
| Période                                  | Période                      | Identité            | Étiquette | Qualité |
| ---------------------------------------- | ---------------------------- | ------------------- | --------- | ------- |
| Les données manquantes sont à compléter. |                              |                     |           |         |
| 1977                                     | 1989                         | Gérard Bauchet      |           |         |
| 1989                                     | 2008                         | Michel Thomas-Soret | PS        |         |
| 2008                                     | 2014                         | Chantal Carré       |           |         |
| 2014                                     | En cours (au 4 juillet 2014) | Jean-Pierre Journé  |           |         |

## Équipements et services publics

### Eau et déchets
L'approvisionnement en eau potable et l'assainissement des eaux usées sont des compétences de la communauté d'agglomération Épernay Agglo Champagne, gérées par le biais de son service « Régie Eau et Assainissement » depuis le 1er janvier 2022. La commune de Grauves est alimentée en eau potable par deux points de captage : la source des Grillots à Avize et la source des Garennes sur son territoire. Grauves accueille une station d'épuration. L'assainissement collectif y est assuré en régie par la communauté d'agglomération. 
La communauté d'agglomération est également compétente en matière de déchets. La collecte des ordures ménagères résiduelles, des déchets recyclables et des biodéchets est réalisée en porte à porte, par mise à disposition de trois bacs distincts. La communauté d'agglomération adhèrant au syndicat de valorisation des ordures ménagères de la Marne (SYVALOM), ces déchets sont amenés au centre de transfert départemental de Pierry puis valorisés sur le site de La Veuve. La collecte du verre et des textiles se fait en apport volontaire. La communauté d'agglomération met par ailleurs trois déchèteries à disposition de ses habitants : à Magenta, Pierry et Voipreux.

### Enseignement
Grauves fait partie de l'académie de Reims.
Le groupe scolaire, situé rue Loucheur, accueille 53 élèves de maternelle et 79 élèves d'élémentaire (chiffres 2024-2025). Sa gestion est confiée au syndicat mixte scolaire des Trois Coteaux, qui réunit les communes de Chavot-Courcourt, Grauves, Mancy, Monthelon et — par le biais de la communauté d'agglomération — Moslins.
Les enfants de Grauves sont ensuite rattachés au collège Antoine de Saint-Exupéry d'Avize et au lycée Stéphane-Hessel d'Épernay.
Entre 1605 et 1792, c'est un maître d'école ou recteur qui enseigne à Grauves, en plus d'être chantre ou sacristain. À partir de 1836, l'école est accolée à la mairie, au carrefour de la rue de l’Église et de la rue du Buat. La maison de l'instituteur est elle-même contiguë au bâtiment et possède un jardin ainsi qu'un fournil. En 1853, la décision est prise de créer une école de filles, cependant elle n'ouvrira qu'en 1865. Une bibliothèque scolaire est ouverte en 1871. Mais l'école, vétuste est vendue avec la mairie en 1884. On entame alors les travaux d'une nouvelle mairie-écoles. À l'époque, on compte 100 écoliers (de 5 à 13 ans) pour un peu plus de 500 habitants. L'école ouvre après de nombreux travaux imprévus vers 1885 avec une école de garçons d'une classe, une école de filles d'une classe également ainsi qu'une classe enfantine (alors que la commune souhaitait une école maternelle pour accueillir les enfants dès deux ans et non à quatre ans).

### Postes et télécommunications
Trois boîtes aux lettres de La Poste se trouvent sur le territoire communal : deux rue d'Épernay et une rue de la Tuilerie (hameau de Montgrimaux). Les bureaux de poste les plus proches sont l'agence postale communale de Cramant et le bureau de poste d'Avize, à environ 3 kilomètres de Grauves.

### Justice, sécurité et secours
Du point de vue judiciaire, Grauves relève du conseil de prud'hommes d'Épernay, du tribunal de commerce de Reims, du tribunal de proximité, du tribunal judiciaire, du tribunal paritaire des baux ruraux et du tribunal pour enfants de Châlons-en-Champagne, dans le ressort de la cour d'appel de Reims. Pour le contentieux administratif, la commune dépend du tribunal administratif de Châlons-en-Champagne et de la cour administrative d'appel de Nancy.
Grauves est située en secteur Gendarmerie nationale et dépend de la brigade d'Avize.
En matière d'incendie et de secours, les casernes les plus proches sont celles d'Épernay et de Vertus, rattachées au Service départemental d'incendie et de secours (SDIS) de la Marne.

## Population et société

### Démographie

#### Évolution démographique
L'évolution du nombre d'habitants est connue à travers les recensements de la population effectués dans la commune depuis 1793. Pour les communes de moins de 10 000 habitants, une enquête de recensement portant sur toute la population est réalisée tous les cinq ans, les populations de référence des années intermédiaires étant quant à elles estimées par interpolation ou extrapolation. Pour la commune, le premier recensement exhaustif entrant dans le cadre du nouveau dispositif a été réalisé en 2005.

En 2022, la commune comptait 618 habitants, en évolution de −1,28 % par rapport à 2016 (Marne : −1,19 %, France hors Mayotte : +2,11 %).
| 1793 | 1800 | 1806 | 1821 | 1831 | 1836 | 1841 | 1846 | 1851 |
| ---- | ---- | ---- | ---- | ---- | ---- | ---- | ---- | ---- |
| 467  | 427  | 442  | 475  | 491  | 480  | 473  | 480  | 495  |

| 1856 | 1861 | 1866 | 1872 | 1876 | 1881 | 1886 | 1891 | 1896 |
| ---- | ---- | ---- | ---- | ---- | ---- | ---- | ---- | ---- |
| 503  | 531  | 540  | 526  | 522  | 490  | 552  | 575  | 607  |

| 1901 | 1906 | 1911 | 1921 | 1926 | 1931 | 1936 | 1946 | 1954 |
| ---- | ---- | ---- | ---- | ---- | ---- | ---- | ---- | ---- |
| 604  | 573  | 557  | 519  | 503  | 505  | 473  | 429  | 395  |

| 1962 | 1968 | 1975 | 1982 | 1990 | 1999 | 2005 | 2006 | 2010 |
| ---- | ---- | ---- | ---- | ---- | ---- | ---- | ---- | ---- |
| 429  | 462  | 490  | 514  | 587  | 639  | 662  | 659  | 673  |

| 2015 | 2020 | 2022 | - | - | - | - | - | - |
| ---- | ---- | ---- | - | - | - | - | - | - |
| 635  | 619  | 618  | - | - | - | - | - | - |

## Économie

### Viticulture

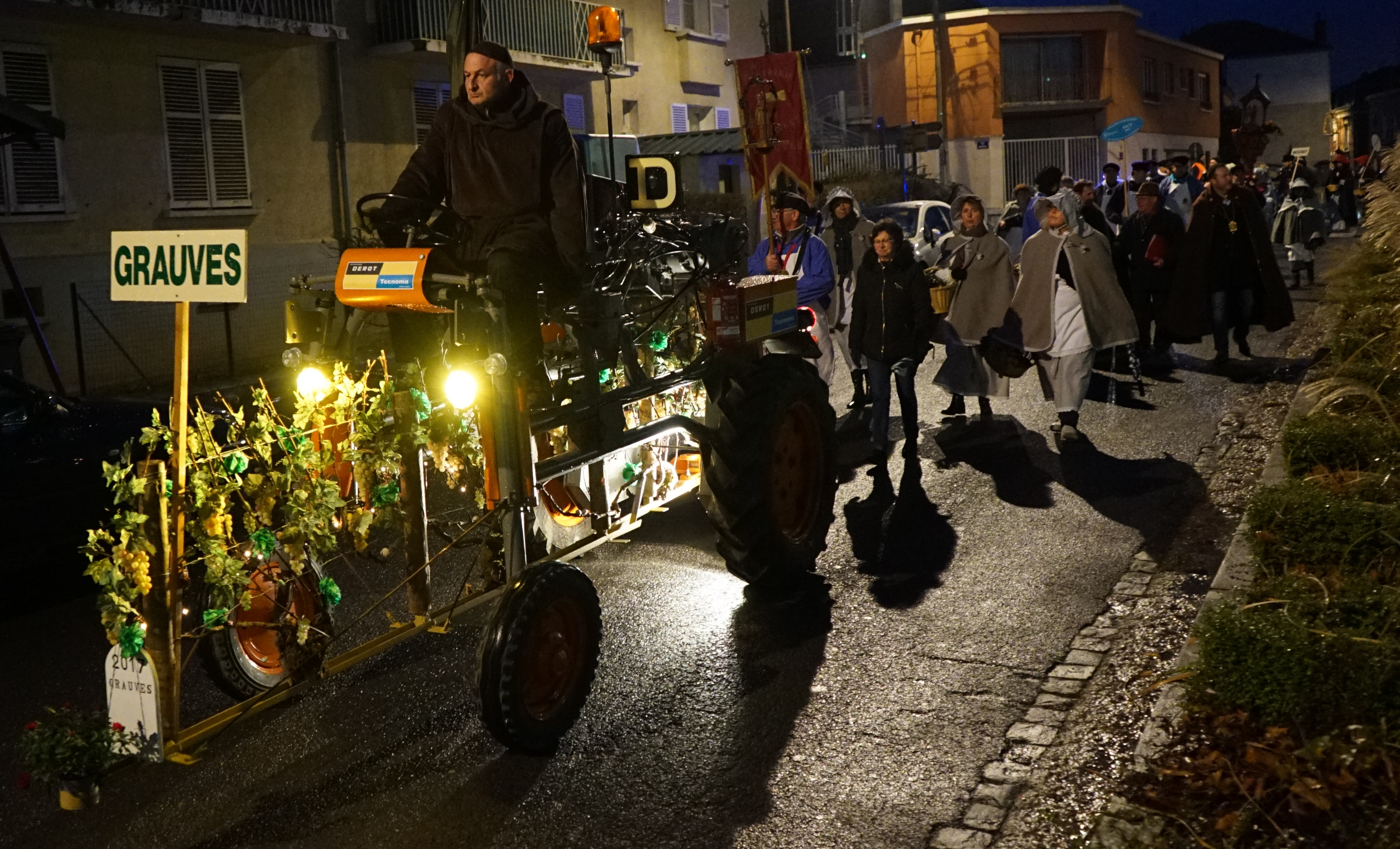
Vignerons fêtant la Saint-Vincent en 2017.

À la fin du XIXe siècle, les vignerons sont encore peu nombreux à Grauves. Ici, les parcelles sont petites et dispersées et les récoltes sont régulièrement détruites par le gel. Les vignes s'étendent alors jusqu'aux plateaux, des deux versant de la vallée du Darcy. Le 10 mai 1893, le phylloxéra touche la commune, détruisant la grande majorité de vignes. Elles sont peu à peu remplacées par des plants américains mais la reconstitution s'arrête à mi-coteau.
Au début du XXe siècle, les viticulteurs, pauvres, doivent exercer d’autres activités pour vivre en raison des faibles rendements de leurs vignes. À titre d'exemple, entre 1893 et 1923, la récolte grauviote en hectolitre est en moyenne deux fois moins élevée que celle du village voisin de Monthelon, qui possède pourtant un vignoble d'une superficie équivalente. Alors que dans les années 1950, une grande partie de la population tire ses revenus du vignoble qui occupe 83 ha. À l'époque, le versant nord, « les Roualles », donne un vin « excellent » tandis que « les Essarts » donne un vin « quelconque ». Le coupage des deux rend cependant le cru « assez complet [et] d'une bonne qualité ».
Au milieu du XXe siècle, la plupart des exploitations sont toujours de petites parcelles. En effet, même si la taille moyenne des exploitations viticoles de Grauves est de 75 a, la majorité ne dépasse pas les 6 a et seules trois dépassent les 3 ha, dont Moët & Chandon qui y possède 25 ha. En 1948
, la coopérative viticole de Grauves, « le Royal Coteau », est créée et est rejointe par une grande partie des vignerons locaux. Ses bâtiments sont construits entre 1951 et 1952 et sont alors parmi les plus modernes, possédant notamment deux pressoirs. Elle regroupe de nos jours 200 viticulteurs pour environ 60 ha de vignes, essentiellement à Grauves.
Aujourd'hui, les 205 hectares du vignoble grauviot sont largement dominés par le cépage chardonnay, représentant 61 % de la surface utilisée contre 21 % au pinot meunier et 18 % au pinot noir. D'après l'Union des Maisons de Champagne, Grauves compte actuellement 179 viticulteurs exploitants. Du fait de la prédominance du raison blanc sur son territoire, le village appartient au vignoble de la côte des blancs, presque exclusivement planté de chardonnay. Cependant, du fait d'un taux de cépages noirs supérieur au reste de la côte des blancs et de sa situation de l'autre côté de la montagne d'Avize, la commune est parfois rattachée au vignoble des coteaux sud d’Épernay. La municipalité a d'ailleurs rejoint l'« association des Coteaux Sud d’Épernay » en 1996.

## Culture locale et patrimoine

### Lieux et monuments

#### Église Notre-Dame

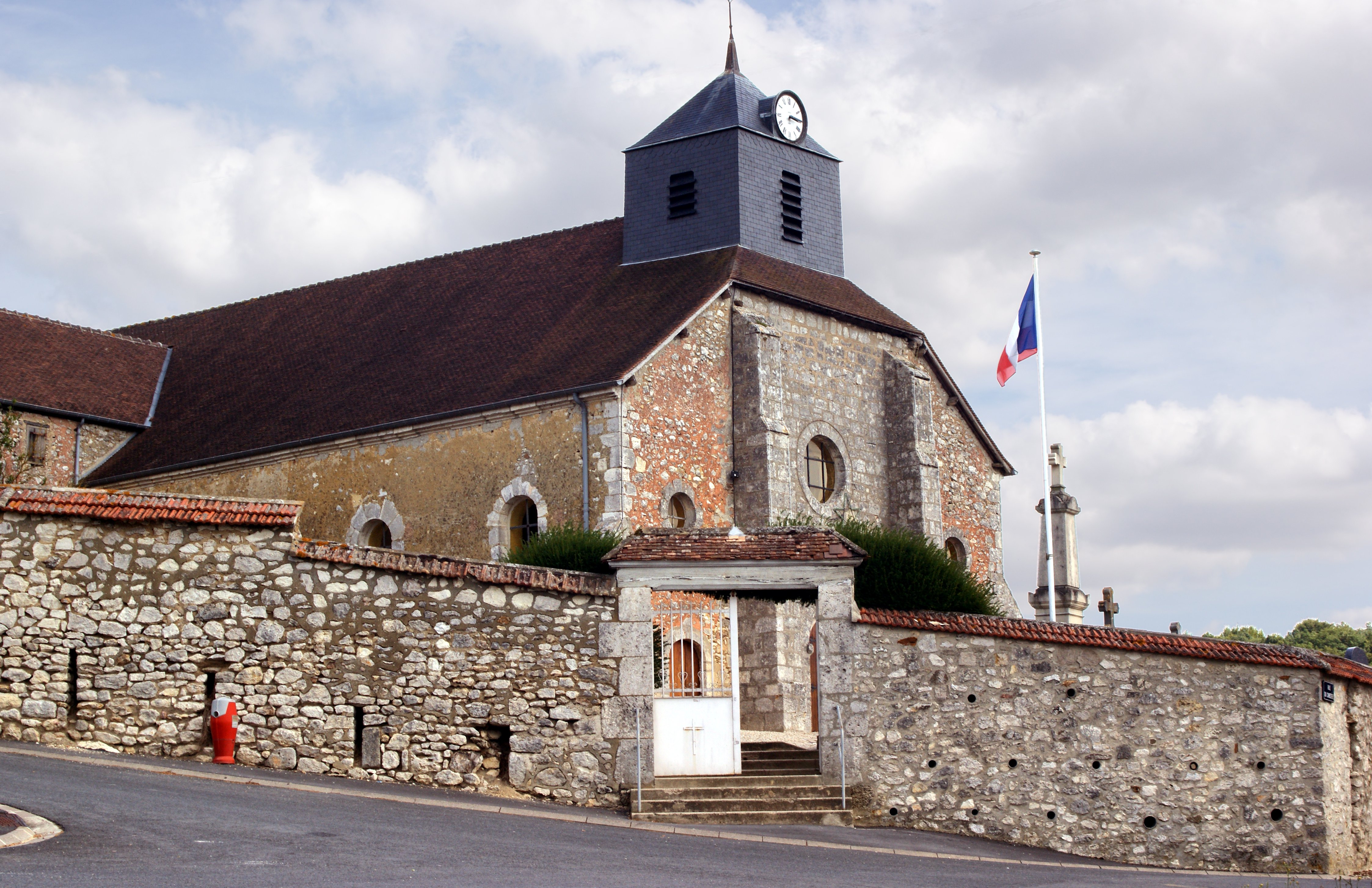
L'église Notre-Dame.

L'église Notre-Dame de Grauves, qui surplombe aujourd'hui le village, fut bâtie au XIIe siècle, dont il reste la nef, comprenant des collatéraux. L'abside pentagonale et le transept datent du XVIe siècle. Des statues en bois de 1656, réalisées par des artisans-menuisiers de Montgrimaux, ornent l'édifice : celles de saint Claude et saint Jean-Baptiste, ainsi que celle de la Vierge dont la légende dit qu'elle « a fait plus de tours que de miracles » puisqu'elle aurait été façonnée dans la vis d'un pressoir. Il y existe également une statuette de saint Georges datant de 1865.
L'intérieur de église est richement sculpté : on retrouve des culs-de-lampe aux clés de voûte, des personnages au bas de la majorité des croisées d'ogives sur les chapiteaux ainsi que plusieurs bas-reliefs symbolisant la passion. L'église comprend deux chapelles : la chapelle Saint-Vincent, saint patron des vignerons, et la chapelle Saint-Sébastien. Une peinture à l'huile sur toile de 1,8 m sur 1,25 m représentant la « Nativité de la Sainte Vierge » est commandée lors de grands travaux de restauration de l'église en 1824, elle est depuis placée au-dessus du maître autel. En 1973, de nouveaux travaux permettent le remplacement du carrelage de la nef ainsi que des vitres cassées. Des peintures et des fresques murales sont alors restaurées. Cette rénovation est effectuée grâce au financement de la mairie et de dons, mais aussi en grande partie grâce à des bénévoles.
Le clocher et la façade de l'église se sont écroulés en 1746. Le nouveau clocher a probablement été reconstruit, faute de moyens, de manière économique, ce qui expliquerait notamment sa situation en retrait de la façade ainsi que sa faible hauteur. Les cloches s'y trouvant datent de 1888. Cette année-là, le conseil municipal passe commande auprès des fonderies Paintendre Frères de Vitry-le-François pour 1 755 francs. Les nouvelles cloches sont faites avec les anciennes refondues. La plus lourde se nomme Léonie Jeanne Eugénie, pèse 1 250 kg et sonne la note ré. La seconde cloche est appelée Frédérine Appoline, pèse 1 050 kg et sonne le fa. Elles sont toutes deux bénites en 1889 et sont toujours accessibles par un petit escalier de pierre. Le coq du clocher actuel date de 1975.

### Héraldique
| Blason à dessiner | Blason  | Écartelé: Au 1er d'azur à la grappe de raisin d'or tigée et feuillée au naturel, au 2e d'or à l'arbre au naturel, au 3e d'or à la vache Holstein arrêtée, la tête de front, au naturel, au 4e d'or au bouquet de trois épis de blé tigés d'or, mouvant de la dextre et ployés en barre; à la visse de pressoir d'or, mouvant du chef et de la pointe, brochant en pal sur la partition; le tout sommé d'un chef coupé au I d'azur à la double burelle potencée et contre-potencée d'or et au II d'argent à l'inscription « GRAUVES » en lettres capitales de sable. |
| Blason à dessiner | Détails | Le statut officiel du blason reste à déterminer. |